# Heinz Wermuth
Heinz Fritz Wermuth (* 5. Januar 1918 in Berlin; † 28. Dezember 2002 in Freiberg am Neckar) war ein deutscher Herpetologe.

## Leben
Wermuth war der Sohn des Bäckermeisters Max Wermuth und dessen Frau Auguste. Im Alter von 10 Jahren hielt er sich Landschildkröten und ging fast täglich in den Zoologischen Garten. Er besuchte das Friedrich-Werdersche Gymnasium, wo er die Sprachen Griechisch und Latein lernte, die ihn sehr interessierten. Als 15-Jähriger besuchte er regelmäßig das Zoologischen Museum, wo sich seine Vorliebe für die Nomenklatur vertiefte und er den Entschluss fasste, Zoologe zu werden. Von 1936/1937 bis 1950, durch den Zweiten Weltkrieg acht Jahre lang unterbrochen, studierte er Naturwissenschaften mit dem Hauptfach Zoologie und Paläontologie als einem Nebenfach. Im Sommer 1950 wurde er unter der Leitung von Martin Eisentraut mit der Dissertation Variationsstatistische Untersuchung der Rassen-und Geschlechtsmerkmale bei der Blindschleiche (Anguis fragilis) zum Doktor der Naturwissenschaften promoviert. Im selben Jahr heiratete Wermuth Johanna Lobert (1924–2010). Aus dieser Ehe gingen ein Sohn und eine Tochter hervor. 1950 bekam er von seinem Schwiegervater den Brillenkaiman Kroki geschenkt, der eine überregionale Bekanntheit erlangte. Er wuchs von einem 32 cm langen Jungtier zu einem stattlichen Exemplar von 245 cm Länge heran und lebte zunächst in einem Terrarium und dann frei in der Wohnung der Wermuths, bis er 1983 starb.
1946 wurde Wermuth wissenschaftlicher Hilfsassistent am Museum für Naturkunde. Mitte 1950 wurde er zum Assistenten befördert und am 1. Januar 1952 übernahm er als Kurator die Leitung der herpetologischen Abteilung. Zunächst musste er die etwa 40.000 während des Krieges im Keller untergebrachten Proben wieder in die Sammlungsräume einordnen. Dabei fiel ihm auf, dass die Krokodile fast nur nach anatomischen Merkmalen zu bestimmen waren. Daraufhin entwickelte er einen Schlüssel nach verschiedenen äußeren Merkmalen, den er in seiner Revision Systematik der rezenten Krokodile (1953) veröffentlichte.
1949 lernte Wermuth im Senckenberg Naturmuseum Robert Mertens kennen, dem er 1952 die heute ungültige Unterart Testudo hermanni robertmertensi der Griechischen Landschildkröte widmete. Gemeinsam veröffentlichten sie die Schriften Die rezenten Schildkröten, Krokodile und Brückenechsen. Eine kritische Liste der heute lebenden Arten und Rassen (1955), Schildkröten, Krokodile, Brückenechsen (1961) und Die Amphibien und Reptilien Europas (Dritte Liste, 1960).
Ab 1948 entwickelte Wermuth eine Freundschaft mit dem Ichthyologen und Aquarianer Dieter Vogt (1927–2020), der 1953 die Zeitschrift Aquarien – Terrarien gründete, bei der Wermuth Redaktionsbeirat wurde. 1961 erschien ihr gemeinsames Werk Knaurs Aquarien- und Terrarienbuch. Anschließend unterstützte er Vogt und drei weitere DDR-Familien bei ihrer Flucht. Weitere Freundschaften pflegte Wermuth mit seinen Kollegen Günther E. Freytag, Konrad Herter, Kurt Deckert, Josef Eiselt, Walter Robert Gross, Fritz Bolle, Carl Gans, Yehudah L. Werner, Rupert Wild, Joachim Brock und Marian Młynarski.
Nach dem Mauerbau im August 1961 verließ Wermuth das Berliner Naturkundemuseum und trat zu Beginn des Jahres 1962 eine Planstelle am Staatlichen Museum für Naturkunde Stuttgart an. Hier übernahm er die Ordnung und Katalogisierung von etwa 4000 Gläsern und Trockenpräparaten, da der alte Katalog während des Zweiten Weltkriegs verloren gegangen war. 1964 wurde er als Hauptkonservator ins Beamtenverhältnis übernommen. Von 1972 bis zu seiner Pensionierung im Jahr 1983 war der Direktor der Abteilung Zoologie (ohne Insekten).
Neben der Museumsarbeit engagierte sich Wermuth für den Krokodilschutz. Anfang 1957 sammelte er 175 Unterschriften von namhaften Herpetologen aus aller Welt, die er beim Besuch der International Union for the Protection of Nature 1957 in Brüssel vorlegte. Zu dieser Zeit stieß er nur auf Unverständnis. Zu Beginn der 1970er Jahre lernte Wermuth den Gerberei-Ingenieur Karlheinz Fuchs von der Firma Hoechst kennen. Zwischen beiden entstand eine fruchtbare Zusammenarbeit bei der Unterstützung von Krokodilfarmen und zum Schutz von wildlebenden Krokodilen, bis 1975 das Washingtoner Artenschutzübereinkommen (CITES) in Kraft trat. Ab 1976 war Wermuth amtlicher Sachverständiger für das Gebiet Reptilien und deren Häute im Zusammenhang mit dem Washingtoner Artenschutzübereinkommen und im Auftrag des Bundesministeriums für Ernährung, Landwirtschaft und Forsten. 1978 veröffentlichten Wermuth und Fuchs unter dem Titel Bestimmen von Krokodilen und ihrer Häute. Eine Anleitung zum Identifizieren der Art-und Rassenzugehörigkeit der Krokodile einen neuen Bestimmungsschlüssel für Krokodile anhand der Bauchschilde und Flankenschuppen.

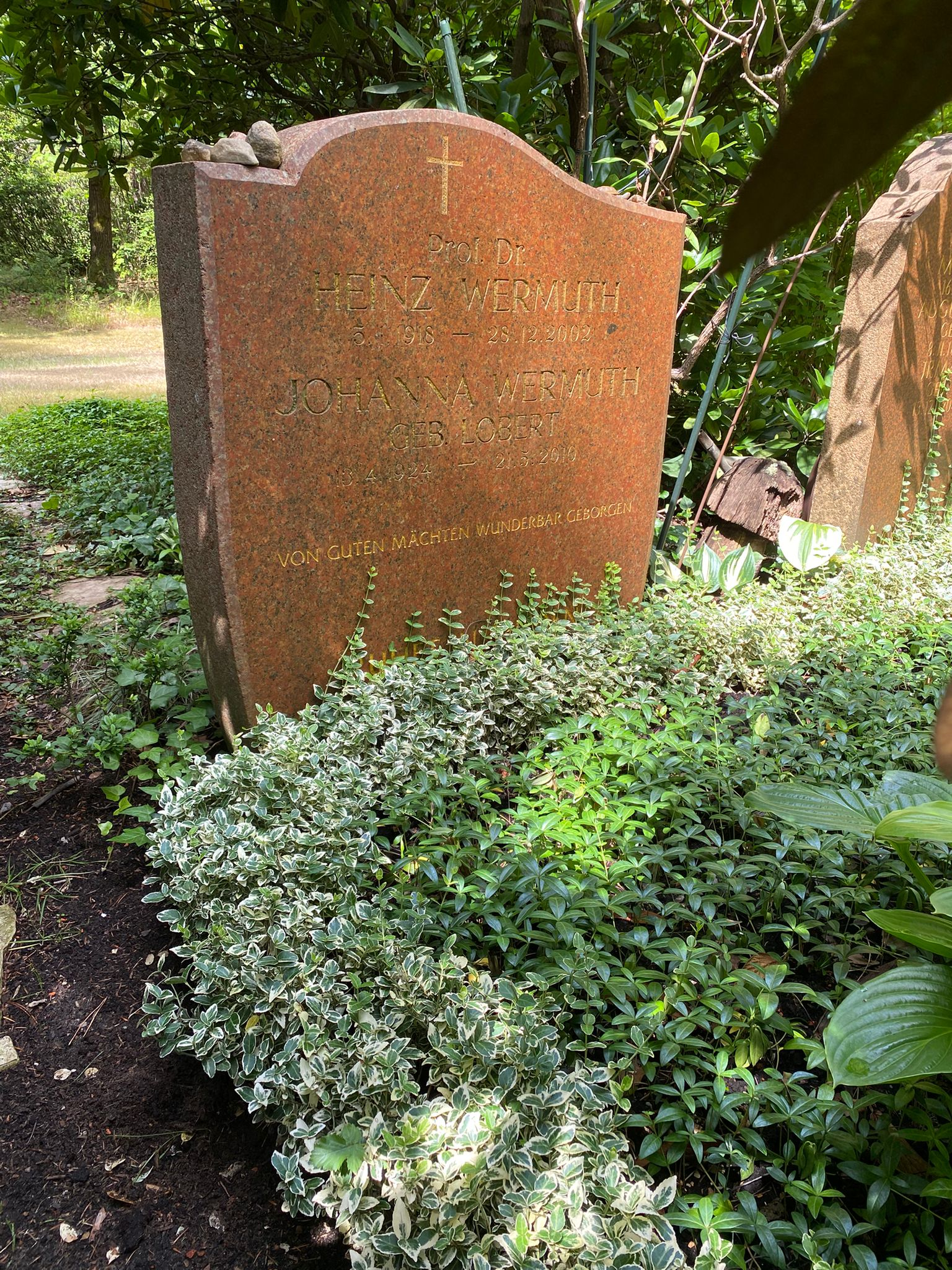
Grabstätte auf dem Südwestkirchhof Stahnsdorf

Von 1950 bis 1986 verfasste und betreute er in der großen Brockhaus Enzyklopädie den Abschnitt über die Reptilien. Seit 1958 war er Schriftleiter und später auch Mitherausgeber des Sammelwerks Das Tierreich sowie seit 1962 Schriftleiter für das Sammelwerk Handbuch der Zoologie, beide im Verlag Walter de Gruyter, Berlin, bis ihre Herausgabe 2002 eingestellt wurde.
Wermuth war auch als Übersetzer tätig, darunter 1957 bei Knauers Tierreich in Farben: Reptilien von Karl Patterson Schmidt und Robert F. Inger, 1961 bei Knauers Tierreich in Farben: Amphibien von Doris Mable Cochran, 1963 bei den Werken Die Vögel der Welt und Knaurs Wasser- und Watvögel der Welt von Oliver L. Austin, 1970 bei Knauers Tierreich in Farben: Niedere Tiere von Ralph Buchsbaum und Lorus J. Milne und 1983 beim BLV Bestimmungsbuch: Reptilien und Amphibien von Gilbert Matz und Denise Weber.
1965 führte Wermuth den Gattungsnamen Eurydactylodes ein. Diese nomenklatorische Änderung war notwendig geworden, da der ursprüngliche Name Eurydactylus nach der Erstbeschreibung der Geckoart Eurydactylus symmetricus durch Lars Gabriel Andersson im Jahr 1908 zum Juniorhomonym geworden war, weil Augustin Marie Faustin Thibault De La Carte, Marquis de la Ferté-Sénectère den Gattungsnamen Eurydactylus bereits 1851 für eine Käfergattung aufgestellt hatte.
Bereits ab 1957 redigierte er die terraristischen Artikel in der Zeitschrift DATZ (Die Aquarien- und Terrarien-Zeitschrift). Von 1962 bis 1983 war er Mitglied des Redaktionsbeirats und ab 1984 war er bis in die 1990er Jahre Redakteur. Gegen 1966 gründete er den „Herpetologischen Arbeitskreis am Staatlichen Museum für Naturkunde Stuttgart“, der zugleich die Stadtgruppe Stuttgart der Deutschen Gesellschaft für Herpetologie und Terrarienkunde bildete. 1991 wurde er Mitglied der Crocodile Specialist Group der IUCN. Ferner war er korrespondierendes Mitglied der Senckenbergischen Naturforschenden Gesellschaft in Frankfurt am Main (1958), Mitglied der New York Academy of Sciences (1960), Fellow der Herpetological League (1963) sowie Ehrenmitglied beim Verein Isis-München (1972) und bei der Societas Europaea Herpetologica (1987), zu deren Gründungsmitgliedern er 1979 zählte.
Wermuths Bibliographie umfasst rund 150 Veröffentlichungen.
Heinz Wermuth ruht neben seiner Frau auf dem Südwestkirchhof Stahnsdorf.

## Dedikationsnamen
Nach Wermuth sind die fossile Schildkrötenart Emys wermuthi Mlynarski, 1956, die Anolis-Art Anolis wermuthi (Köhler & Obermeier, 1998), die Unterart Calamaria lovii wermuthi der Lovis Riednatter sowie die Unterart Lygodactylus thomensis wermuthi des Annobon-Zwerggeckos benannt.

## Schriften (Auswahl)
- Die Europäische Sumpfschildkröte. 1952.
- mit Robert Mertens: Die rezenten Schildkröten, Krokodile und Brückenechsen. Eine kritische Liste der heute lebenden Arten und Rassen. 1955.
- mit Engelbert Schoner (Illustrator): Taschenbuch der heimischen Amphibien und Reptilien. 1957.
- mit Agatha Gijzen: Schildkrötenpflege in öffentlichen Schau-Aquarien nach biologischen Gesichtspunkten. 1958.
- mit Robert Mertens: Die Amphibien und Reptilien Europas. Dritte Liste nach dem Stand vom 1. Januar 1960. 1960.
- mit Dieter Vogt: Knaurs Aquarien- und Terrarienbuch. Das Haus- und Handbuch der Vivaristik. 1961.
- mit Robert Mertens: Schildkröten. Krokodile. Brückenechsen. 1961.
- mit Robert Mertens, Willi Hennig: Liste der rezenten Amphibien und Reptilien Ascaphidae, Leiopelmatiden, Pipidae, Discoglossidae, Pelobatidae, Leptodactylidae, Rhinophrynidae. 1966.
- mit Karlheinz Fuchs: Bestimmen von Krokodilen und ihrer Häute. Eine Anleitung zum Identifizieren der Art-und Rassenzugehörigkeit der Krokodile. 1978.